# Bataliony logistyczne
Batalion logistyczny (blog) – pododdział logistyczny różnych rodzajów sił zbrojnych; jest przeznaczony realizacji zadań zabezpieczenia materiałowego i technicznego.

## Batalion logistyczny w SZ RP
Batalion logistyczny szczebla brygady przeznaczony jest do realizacji zadań zabezpieczenia materiałowego i technicznego pododdziałów brygady. Dowództwo batalionu w czasie prowadzenia działań swoje zadania realizuje na stanowisku dowodzenia i punkcie dowódczo-obserwacyjnym.

### Struktura i wyposażenie w 2017
- dowództwo batalionu[2][a]
- grupa dowódcy batalionu
  - pion ochrony informacji niejawnych
  - pomocnik ds. podoficerów
  - sekcja wychowawcza
  - referent ds. finansowych
  - inspektor BHP
- sztab batalionu
  - sekcja S–1
  - sekcja S–3

pododdziały:
- pluton dowodzenia i zabezpieczenia[b]
  - załoga wozu dowodzenia
  - drużyna kablowa
  - drużyna ochrony i regulacji ruchu
  - drużyna ochrony
  - drużyna zabezpieczenia
  - drużyna gospodarcza
- kompania zaopatrzenia[c]
  - załoga wozu dowodzenia
  - dwa plutony zaopatrzenia[d]
  - dwa plutony zabezpieczenia
- kompania remontowa[e]
  - pluton remontu pojazdów gąsienicowych
  - pluton remontu pojazdów kołowych
  - pluton remontu uzbrojenia
  - pluton remontu sprzętu rodzaju wojsk
  - pluton robót specjalnych
  - pluton zabezpieczenia
  - pluton ewakuacji
- zespół zabezpieczenia medycznego[f]
  - dwie grupy ewakuacji medycznej

### Struktura i wyposażenie w 1999
- dowództwo batalionu[8][a]
- sztab batalionu
- kompania zaopatrzenia
- kompania remontowa
- kompania medyczna